# Toxicology
Toxicology, ist eine ein- bis zweimal monatlich erscheinende Peer-Review Fachzeitschrift. Die Erstausgabe erschien im März 1973. Die Zeitschrift veröffentlicht Artikel und Übersichtsarbeiten, die sich mit adversen Effekten von Fremdstoffen auf die Gesundheit von Mensch und Tier beschäftigen. Die Zeitschrift unterhält enge Verbindungen zur deutschen Gesellschaft für Toxikologie.
Der Impact Factor des Journals lag im Jahr 2014 bei 3,621. Nach der Statistik des ISI Web of Knowledge wird das Journal mit diesem Impact Factor in der Kategorie Toxikologie an 16. Stelle von 87 Zeitschriften sowie in der Kategorie Pharmakologie und Pharmazie an 56. Stelle von 254 Zeitschriften geführt.
Herausgeber sind H.W.J. Marquardt (Hamburg, Deutschland) und K.B. Wallace (Duluth, Minnesota USA).